# Неолітичні кременеві копальні в районі Сп'єнн
Неолітичні кременеві копальні в районі Сп'єнн (англ. Neolithic flint mines of Spiennes) — це найбільші та найранніші у Європі неолітичні копальні, розташовані поблизу валлонського селища Сп'єнн, на південний схід від Монса, Бельгія. Копальнями користувалися у середньому та пізньому неоліті (4300-2200 до н. е.) для видобутку кременю. Територія та її оточення були додані до Світової спадщини ЮНЕСКО у 2000 р.

## Опис
Список Світової спадщини ЮНЕСКО включає копальні з 2000 року та описує їх як  «найбільша та найбільш рання концентрація стародавніх копалень у Європі», зазначаючи демонстрований ними рівень людського технологічного розвитку як підставу для включення.
Копальні розташовані на території бл. 100 га низин поблизу міста Монс у Бельгії та цікаві тим, що демонструють перехід від видобування кременевих нодулей у відкритих кар'єрах до видобування у підземних копальнях. Нодулі добували з використанням кременевих кирок. Після цього, камені оббивали до грубої форму сокир, а потім полірували до кінцевого вигляду.
Заготовками обмінювалися на широкій території, до 150 км, і їх часто полірували вже на місці призначення. Полірування зміцнює кінцевий продукт, і сокира довше слугувала. Гладка поверхня також має менше тертя і деревину рубати легше. Сокири у неолітичному періоді почали використовувати для очищення від лісів, а потім і для формування деревини для подальшого застосування, наприклад для домівок чи каное.
|                                                 |
| Неолітичні копальні кременю у "Camp à Caillaux" |

|                            |
| Копальні "Camp à Caillaux" |

|                                                    |
| Археологічні розкопки копалень у "Camp à Caillaux" |

## Інші копальні
Ділянка порівняна з Граймс-Грейвс та Сіссбурі-Рінг у Великій Британії та Кшемьонками у Польщі, які теж були джерелами кременю. Однак для полірування кам'яних сокир використовувалось інше тверде каміння. 